# Maxillaria piresiana
Maxillaria piresiana é uma espécie de planta do gênero Maxillaria e da família Orchidaceae.

## Taxonomia
A espécie foi descrita em 1952 por Frederico Carlos Hoehne.
Os seguintes sinônimos já foram catalogados:
- Maxillaria consanguinea pallida  Hoehne
- Maxillaria consanguinea major  Hoehne
- Maxillaria fucata  Klotzsch
- Maxillaria monoceros  Klotzsch
- Maxillaria picta brunnea  Rchb.f.

## Forma de vida
É uma espécie epífita e herbácea.

## Conservação
A espécie faz parte da Lista Vermelha das espécies ameaçadas do estado do Espírito Santo, no sudeste do Brasil. A lista foi publicada em 13 de junho de 2005 por intermédio do decreto estadual nº 1.499-R.

## Distribuição
A espécie é endêmica do Brasil e encontrada nos estados brasileiros de Espírito Santo e São Paulo. 
A espécie é encontrada no domínio fitogeográfico de Mata Atlântica, em regiões com vegetação de floresta ombrófila pluvial.